# Campionati europei di short track - gara femminile 1000 metri
La gara femminile dei 1000 metri è una delle prove disputate durante i campionati europei di short track dal 1997 ad oggi.

## Albo d'oro
| Anno | Oro                 | Argento                   | Bronzo                    |
| ---- | ------------------- | ------------------------- | ------------------------- |
| 1997 | Marinella Canclini  | Elena Tichanina           | Ellen Wiegers             |
| 1998 | Marinella Canclini  | Ellen Wiegers             | Anke Jannie Landman       |
| 1999 | Evgenija Radanova   | Marinella Canclini        | Maureen de Lange          |
| 2000 | Evgenija Radanova   | Evelina Rodigari          | Yvonne Kunze              |
| 2001 | Evgenija Radanova   | Marta Capurso             | Mara Zini                 |
| 2002 | Evgenija Radanova   | Joanna Williams           | Katia Zini                |
| 2003 | Evgenija Radanova   | Marta Capurso             | Nina Evteeva              |
| 2004 | Evgenija Radanova   | Tat'jana Borodulina       | Nina Evteeva              |
| 2005 | Evgenija Radanova   | Tat'jana Borodulina       | Yvonne Kunze              |
| 2006 | Evgenija Radanova   | Stéphanie Bouvier         | Marta Capurso             |
| 2007 | Evgenija Radanova   | Marina Georgieva-Nikolova | Stéphanie Bouvier         |
| 2008 | Evgenija Radanova   | Arianna Fontana           | Nina Evteeva              |
| 2009 | Arianna Fontana     | Stéphanie Bouvier         | Bernadett Heidum          |
| 2010 | Kateřina Novotná    | Bernadett Heidum          | Véronique Pierron         |
| 2011 | Arianna Fontana     | Bernadett Heidum          | Marina Georgieva-Nikolova |
| 2012 | Jorien ter Mors     | Bernadett Heidum          | Véronique Pierron         |
| 2013 | Elise Christie      | Arianna Fontana           | Jorien ter Mors           |
| 2014 | Elise Christie      | Jorien ter Mors           | Tat'jana Borodulina       |
| 2015 | Sof'ja Prosvirnova  | Arianna Fontana           | Agnė Sereikaitė           |
| 2016 | Elise Christie      | Suzanne Schulting         | Anna Seidel               |
| 2017 | Sof'ja Prosvirnova  | Andrea Keszler            | Ekaterina Konstantinova   |
| 2018 | Arianna Fontana     | Suzanne Schulting         | Anna Seidel               |
| 2019 | Sof'ja Prosvirnova  | Tifany Huot-Marchand      | Elise Christie            |
| 2020 | Suzanne Schulting   | Lara van Ruijven          | Arianna Fontana           |
| 2021 | Suzanne Schulting   | Selma Poutsma             | Anna Seidel               |
| 2022 | Edizione cancellata | Edizione cancellata       | Edizione cancellata       |
| 2023 | Hanne Desmet        | Suzanne Schulting         | Petra Jászapáti           |
| 2024 | Hanne Desmet        | Selma Poutsma             | Xandra Velzeboer          |
| 2025 | Arianna Fontana     | Petra Jászapáti           | Elisa Confortola          |

## Medagliere complessivo
Aggiornato al 2025
| Pos.   | Paese       | Oro | Argento | Bronzo | Totale |
| ------ | ----------- | --- | ------- | ------ | ------ |
| 1      | Bulgaria    | 10  | 1       | 1      | 12     |
| 2      | Italia      | 6   | 7       | 5      | 18     |
| 3      | Paesi Bassi | 3   | 8       | 5      | 16     |
| 4      | Russia      | 3   | 3       | 5      | 11     |
| 5      | Regno Unito | 3   | 1       | 1      | 5      |
| 6      | Belgio      | 2   | 0       | 0      | 2      |
| 7      | Rep. Ceca   | 1   | 0       | 0      | 1      |
| 8      | Ungheria    | 0   | 5       | 2      | 7      |
| 9      | Francia     | 0   | 3       | 3      | 6      |
| 10     | Germania    | 0   | 0       | 5      | 5      |
| 11     | Lituania    | 0   | 0       | 1      | 1      |
| Totale | Totale      | 28  | 28      | 28     | 84     |